# 須磨千頴
須磨 千頴（すま ちかい、1929年1月20日 - ）は、日本の歴史学者。南山大学名誉教授。専門は日本中世史。

## 人物
福井県三方郡（現：三方上中郡若狭町）に生まれる。福井県立小浜高等学校（現：福井県立若狭高等学校）を経て、1953年、東京大学文学部国史学科卒業。1960年、東京大学大学院人文科学研究科国史学専門課程博士課程満期退学。その後、南山大学講師、助教授を経て、1971年に教授に就任。99年定年、名誉教授。2004年、40年以上を費やした「賀茂別雷神社境内諸郷の復元的研究」で 恩賜賞・日本学士院賞を受賞。

## 経歴
- 1929年 - 福井県三方郡（現：三方上中郡若狭町）に生まれる。
- 1948年 - 福井県立小浜高等学校（現：福井県立若狭高等学校）卒業
- 1953年 - 東京大学文学部国史学科卒業
- 1960年 - 東京大学大学院人文科学研究科国史学専門課程博士課程満期　退学

以降、南山大学助教授、教授。

## 著書
- 『賀茂別雷神社境内諸郷の復元的研究』法政大学出版局 2001
- 『荘園の在地構造と経営』吉川弘文館 2005　オンデマンド版　2023年　ISBN　9784642728409

### 校注
- 『神道大系 神社編 33若狭・越前・加賀・能登国』須磨千穎 [ほか]校注　神道大系編纂会 1987